# Dhrol
Dhrol é uma cidade e um município no distrito de Jamnagar, no estado indiano de Gujarat.

## Geografia
Dhrol está localizada a 22° 34′ N, 70° 25′ L. Tem uma altitude média de 26 metros (85 pés).

## Demografia
Segundo o censo de 2001, Dhrol tinha uma população de 23 618 habitantes. Os indivíduos do sexo masculino constituem 49% da população e os do sexo feminino 51%. Dhrol tem uma taxa de literacia de 69%, superior à média nacional de 59,5%: a literacia no sexo masculino é de 74% e no sexo feminino é de 64%. Em Dhrol, 12% da população está abaixo dos 6 anos de idade.